# Gran Vía Escultor Francisco Salzillo
La Gran Vía Escultor Francisco Salzillo, llamada habitualmente Gran Vía, es una avenida de la ciudad de Murcia (Región de Murcia, España). Se encuentra en el centro de la misma discurriendo desde la plaza Fuensanta, al norte, hasta la plaza Martínez Tornel, al sur, junto al río Segura. Su construcción se efectuó a mediados de los años 1950, y para ello se tuvieron que derribar cientos de edificios del casco antiguo de Murcia, incluidos los baños árabes de Madre de Dios, declarados Monumento Nacional en 1931.

## Historia
Los primeros intentos de realizar una Gran Vía Central que atravesara el abigarrado núcleo urbano de Murcia (que por entonces solo se había expandido hacia la margen derecha del río Segura a través del barrio del Carmen), se remontan a comienzos del siglo XX, viviendo un impulso en los años 30 con la idea de comunicar las dos estaciones ferroviarias existentes en aquel momento (las del Carmen y Zaraiche), situadas en los extremos sur y norte de la ciudad, seccionando en dos la antigua trama del casco antiguo, compuesto en su mayoría por viales de escasa sección y trazado sinuoso de origen medieval, incapaz de absorber el creciente tráfico motorizado, utilizando como eje el Puente de los Peligros para ser trazada y comunicar así las dos márgenes.
A comienzos de la guerra civil española se produjo el derribo de la renacentista casa de la Cruz, situada en la plaza Martínez Tornel, y del convento de Madre de Dios, en la calle del mismo nombre. A finales de 1936 también se derribó el convento de Capuchinas, sito en la calle José Antonio Ponzoa. Todo ello con el objetivo de favorecer la construcción de la Gran Vía, algo que tardará casi 20 años en producirse. 
Para su construcción se esgrimió entre otras razones la potencialidad de Murcia como centro comercial y administrativo de primer orden, influyente sobre una amplia y poblada región, necesitada de un urbanismo acorde con dichos usos previstos y el deseo de sacudirse una supuesta imagen provinciana para convertirse en una urbe moderna, algo que en parte escondía otros propósitos, como intereses especulativos.
Entre 1950 y 1952, en el solar del convento de las Capuchinas, se construyó la sede de la Delegación de Hacienda y el Hotel Internacional, guardándose entre ambos edificios el espacio de lo que sería la Gran Vía. Teniendo en cuenta que el trazado escogido se encontraba con el obstáculo de los Baños Árabes de Madre de Dios, declarados Monumento Nacional en 1931, aunque se llegó a plantear su conservación en el centro de la nueva avenida, se aprovechó su mal estado de conservación para ser derribados en febrero de 1953 por orden del alcalde Domingo de la Villa, tras unos derrumbes que se achacaron a la lluvia.
Derribo que fue muy polémico ante la oposición de algunas instituciones y parte de la opinión pública a pesar de la censura de la dictadura. Sin los Baños Árabes, la Gran Vía pudo ser abierta en su totalidad, aunque hasta 1956 no se encontraría completamente despejada, iniciándose los trabajos de alcantarillado y pavimentación.
En un primer momento fue denominada como Avenida de José Antonio, siendo renombrada como Gran Vía Francisco Salzillo tras la llegada de la democracia.

## Características
Actualmente, tras las obras del plan de movilidad realizadas en 2023, la Gran Vía Salzillo posee tres carriles para circulación de vehículos, dos exclusivos para transporte público (uno en cada sentido) y un único carril para tráfico privado con sentido norte-sur, además de un amplio carril bici.
Dispone de anchas aceras y de arbolado en el tramo entre la plaza Fuensanta y la plaza Santa Isabel, siendo más estrecho el tramo entre Santa Isabel y la plaza Martínez Tornel.

## Edificios de interés

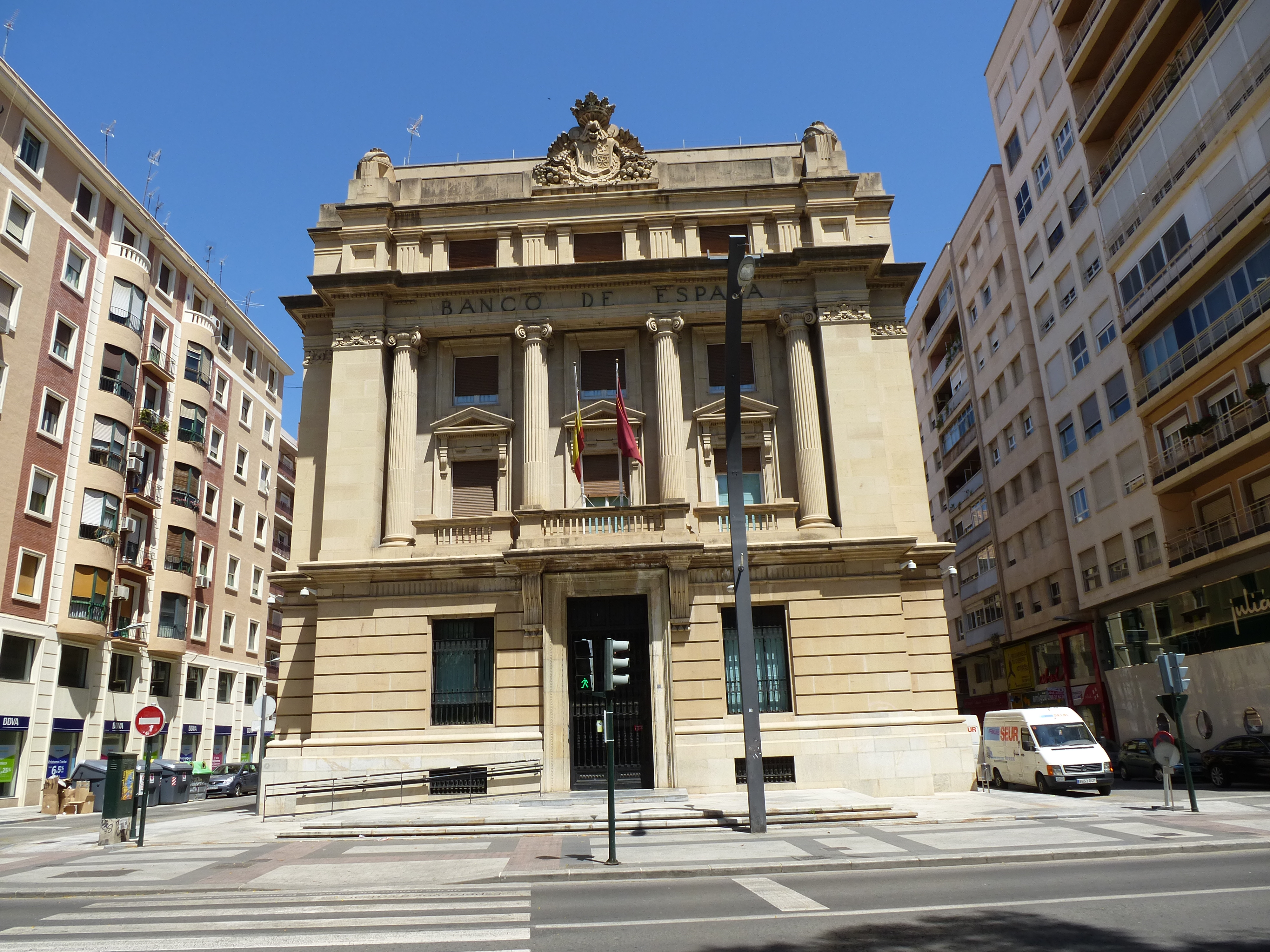
Edificio del Banco de España, situado en la Gran Vía Salzillo.

En ella destacan edificios como la Delegación del Banco de España; edificado entre 1926 y 1931, antes de la apertura de la Gran Vía, por los arquitectos Luis Menéndez-Pidal y Álvarez y José Yárnoz Larrosa, o la historicista Delegación de Hacienda, de 1952. Mismo estilo que los primeros edificios de viviendas que se fueron levantando en la nueva avenida, como el Edificio del antiguo Banco Rural Mediterráneo (del arquitecto Damián García Palacios, iniciado en 1955), o el del Banco Exterior. Posteriormente se optó por una recuperación de los esquemas del movimiento moderno en las siguientes construcciones, postulados que se habían abandonado 20 años antes.
Dentro de la arquitectura contemporánea destaca el edificio Conver, construido en 1971 por Fernando Garrido, o la antigua sede de Caja Murcia de 1978, del arquitecto Torres Nadal. Aunque situado en la plaza Fuensanta, el edificio Hispania es uno de los referentes visuales de la Gran Vía, construido entre 1965 y 1969 por los arquitectos Antonio Escario, José Antonio Vidal y José Vives, de 17 plantas hechas de hormigón con estructura metálica y rematada con madera.